# 牛滩镇
牛滩镇，是中华人民共和国四川省泸州市泸县下辖的一个乡镇级行政单位。

## 行政区划
牛滩镇下辖以下地区：
金牛社区、坳田村、横江村、团结村、新林村、建设村、王坝村、接龙村、革新村、新加村、红旗村、营山村、八甲村、赵湾村、天全村、寿尊村和白洋村。